# Junkers & Co.
Junkers & Co. war ein deutsches Unternehmen für Thermo- bzw. Heiztechnik, das 1895 von Hugo Junkers in Dessau gegründet, 1932 von Bosch übernommen und später als Bosch Thermotechnik in das Unternehmen integriert wurde. Bosch verwendete die Marke Junkers noch bis 2019 für Produkte weiter.

## Unternehmensgeschichte

### Vorgeschichte
Das 1892 von Hugo Junkers zum Patent angemeldete Kalorimeter, ein Messgerät zur Bestimmung des Heizwertes von Gasen, war der Ausgangspunkt für alle weiteren wärmetechnischen Geräte, die er entwickelte und herstellte. Hierzu gehören unter anderem Gaswarmwasserbereiter und Gasheizöfen.
1894 konstruierte Hugo Junkers einen „Flüssigkeitserhitzer“, der auf dem Kalorimeterprinzip basierte. In seinem Patentantrag „Flüssigkeitserhitzer“ beschrieb Junkers bereits das Betriebssystem der Brennwerttechnik. Das am 16. Januar 1896 ausgegebene Patent wurde mit Wirkung vom 20. Juni 1894 erteilt.
Noch als Teilhaber an der Versuchsstation für Gasmotoren von Oechelhaeuser und Junkers hatte Junkers am 30. Juni 1892 den talentierten Klempner Otto Knick eingestellt, der ihn 1895 dazu bewog, den Gasbadeofen in Eigenregie zu bauen und sich nicht darauf zu beschränken, Lizenzen zu vergeben, wie Junkers zunächst beabsichtigt hatte.

### Gründung und erste Jahre
Am 2. Juli 1895 gründete Hugo Junkers zusammen mit Robert Ludwig die Firma Junkers & Co. in Dessau. Ludwig schied bereits 1897 wieder aus, und Junkers war danach Alleininhaber des Unternehmens. 
Der erste Stand-Gasbadeofen von Junkers wurde 1895 gebaut. Mittels der heißen Heizgassäule in der Verbrennungskammer entstand ein kräftiger Auftrieb, der die notwendige Verbrennungsluft ansaugte. Damit wurde erreicht, dass der Gasbadeofen unabhängig vom Schornsteinzug betrieben werden konnte.
Im Jahre 1896 bezog das neu gegründete Unternehmen seine erste eigene Fabrik in der Dessauer Albrechtstraße. Im Erdgeschoss wohnte Betriebsleiter Knick mit seiner Familie. Ebenfalls 1896 brachte Junkers den national und international ersten wandhängenden Badeofen heraus. Mit dieser Produktinnovation konnte der Verkaufspreis gegenüber den bodenstehenden Geräten reduziert und zugleich Platz gespart werden.
1897 baute Junkers seine erste Gasheizung für das Mausoleum der herzoglichen Familie in Dessau. Ebenfalls 1897 wurde Junkers Professor an der Technischen Hochschule Aachen. Seitdem setzte er seinen Professorentitel bei der Vermarktung seiner Produkte ein. In den folgenden Jahren erweiterte Junkers das Produktspektrum der Gasheizungen. Vor dem Ersten Weltkrieg bestand das Programm aus „Niederdruck-Dampfheizungs-Anlagen“, „Warmluft-Öfen“, „Gas-Heizöfen“ und „Gas-Heizeinsätzen“ für Kamine und Radiatoren.
Neben den bereits in den 1890er-Jahren hergestellten bodenstehenden und wandhängenden „Gas-Badeöfen“ sowie „Schnell-Wasser-Erhitzern“ brachte Junkers & Co. im Jahre 1900 auch einen „Spezial-Vorrats-Automaten“ für Friseursalons auf den Markt. Ab 1903 wurde diese Gerätelinie, bei denen der Inhalt des Warmwasserbehälters ständig auf einer bestimmten Temperatur gehalten wurde, stark ausgebaut.
Zehn Jahre nach dem Bezug des ersten eigenen Fabrikgebäudes in Dessau bezog Junkers & Co. 1906 eine neuerrichtete, wesentlich größere Fabrik, die zugleich die Abkehr von der bisherigen handwerklichen Produktionsweise bedeutete und die Basis für eine deutliche Steigerung der Produktion darstellte.
Seit 1908 stellte Junkers den „Strom-Automaten“ her. Während die „Heißwasser-Vorrats-Zentralen“ für Gebäude mit großem Warmwasserbedarf wie Hotels infrage kamen, dienten die neuen Geräte für mehrere Zapfstellen ohne Warmwasservorrat hauptsächlich dem Bedarf in Einfamilienhäusern und Etagenwohnungen. Sobald ein Zapfhahn geöffnet wurde und Wasser den Apparat durchfloss, wurde durch den Wasserdruck das Gasventil geöffnet, so dass Gas zum Brenner strömen konnte. Beim Abstellen des Zapfhahnes schloss sich das Gasventil selbsttätig, und es kam zum Erlöschen der Brennerflammen.
Am 16. Dezember 1911 wurde das 100.000ste Gasgerät von Junkers hergestellt. Im selben Jahr beschäftigte das Unternehmen bereits 220 Mitarbeiter. Darüber hinaus waren eine Reihe von Zulieferbetrieben, die im Wesentlichen im Raum Dessau ansässig waren, für Junkers & Co. tätig. Bereits in den Jahren vor dem Ersten Weltkrieg stellte Junkers auch Gas-Warmwasser-Heizkessel her, die anstelle von Kokskesseln sowohl für zentrale Warmwasserversorgungsanlagen als auch für Zentralheizungsanlagen eingesetzt werden konnten.
Waren die ersten Badeöfen mit 75 Mark noch recht teuer, konnte der Preis aufgrund höherer Stückzahlen bis 1914 auf 37 Mark gesenkt werden und damit für weite Kreise erschwinglich werden. Die Junkersthermen galten als Inbegriff von Komfort und wurden in vielen Haushalten nachgerüstet oder im Neubau eingebaut.

### Erster Weltkrieg und Weimarer Republik
In der Zeit des Ersten Weltkrieges kam die zivile Produktion bei Junkers & Co. weitgehend zum Erliegen. Ende 1915 entstand in der Dessauer Badeofenfabrik von Junkers, der die Luftfahrt bis dahin völlig fremd gewesen war, mit der Junkers J 1 das erste Ganzmetallflugzeug der Welt. Neben Militärflugzeugen wurden hier während des Krieges insbesondere Feldküchen für das Heer gebaut.
Mitte 1918 bezog Junkers & Co. in der heutigen Junkersstraße in Dessau ein neues Gasgerätewerk, da das bisherige Werk während des Ersten Weltkrieges zum Flugzeugwerk umgewandelt worden war. Die neue Fabrik wurden bis Ende der 1920er-Jahre stark vergrößert und erhielt 1928 ein modernes Verwaltungsgebäude. Hier befand sich auch die „Forschungsanstalt Prof. Junkers“. Eine wesentliche Erweiterung der Produktionsprogramms von Junkers stellten die ersten elektrisch beheizten Warmwasserapparate dar, die im Jahre 1924 auf den Markt kamen. Darüber hinaus wurde die Produktpalette der Gasgeräte in den 1920er-Jahren erheblich erweitert.
Die Unternehmensstrategie, preisgünstige, energieeffiziente und qualitativ hochwertige Produkte anzubieten, zahlte sich auch in den 1920er-Jahren aus. So stieg zwischen 1920 und 1929 der jährliche Absatz von 14.000 auf 99.000 Gasgeräte. Am 12. Oktober 1927 wurde von Junkers & Co. das 500.000. Gasgerät hergestellt.
Eine national und international bahnbrechende Neukonstruktion bedeutete der Heißwasser-Stromautomaten NEA 38, den Junkers 1928 herausbrachte. Charakteristisches Merkmal dieses neuen Gerätes war die Zugänglichkeit des Innenkörpers ohne Entfernung der Abgasleitung. Diese Forderung wurde erstmals von Junkers aufgestellt und beim NEA 38 erfüllt. Dieses Gerät zeichnete sich insbesondere durch die Zugänglichkeit aller Teile während des Betriebes durch Schrägtrennung des Gehäuses und abnehmbare Vorderwand aus. Der NEA 38 ermöglichte eine bequeme Reinigung und Funktionskontrolle sowie einen leichten Ein- und Ausbau der Armaturen, des Brenners und des Innenkörpers. Das Gehäuse war außen und innen emailliert und somit leicht zu reinigen.
Gemeinsam mit der UFA ließ Hugo Junkers, der unter dem Werbeslogan „Heisses Wasser überall“ viel dazu beigetragen hatte, die Hygiene national und international zu verbessern, 1928 einen Film über die Kulturgeschichte des Badens drehen, der den Titel „Jungborn der Menschheit“ erhielt.
Einen Höhepunkt der Zusammenarbeit mit dem Bauhaus, das 1925 von Weimar nach Dessau umgezogen war und hier ebenso wie am früheren Standort (Haus am Horn) mit Wärmetechnik von Junkers ausgestattet worden war (einschließlich der nach Plänen von Walter Gropius errichteten „Meisterhäuser“ in der heutigen Ebertallee), stellte 1929 die große Ausstellung „Gas und Wasser“ dar, die unter dem Berliner Funkturm stattfand. Der 50 Meter lange Ausstellungsstand von Junkers & Co. war unter Einbeziehung aller Werkstätten des Bauhauses gestaltet worden.
Trotz der sich bereits deutlich abzeichnenden Weltwirtschaftskrise war das Jahr 1929 für die Junkers-Gruppe noch erfolgreich gewesen. Die einzelnen Unternehmen erzielten insgesamt einen Umsatz von 35 Millionen Reichsmark, bei einer Gesamtbelegschaft von rd. 5.000 Mann. Etwa ein Drittel des Gesamtumsatzes entfiel auf Junkers & Co, den traditionell ertragsstärksten Zweig der Gruppe. Hugo Junkers war nicht nur der bedeutendste Arbeitgeber in Dessau, sondern auch der größte deutsche Flugzeugbauer.
Anfang März 1930 musste die Junkers Motorenbau GmbH ihre Gläubiger um Zahlungsaufschub bitten. Zwei Jahre später, am 22. März 1932, war Hugo Junkers gezwungen, für seine gesamte Unternehmensgruppe Insolvenz anzumelden. Um einer von einflussreichen Kreisen aus Finanzwelt und Politik geplanten Entmachtung seiner Person im Rahmen des Insolvenzverfahrens erfolgreich entgegenwirken zu können, entschloss sich Hugo Junkers zum Verkauf seiner Junkers & Co. GmbH (1932 in eine GmbH umgewandelt) an die damalige Robert Bosch AG mit Kaufvertrag vom 4. November 1932. Bosch war zu dieser Zeit bereits mit zündsicheren Gasschaltern auf dem Gasgerätemarkt tätig. Mit dem Verkaufserlös in Höhe von 2,6 Millionen Reichsmark (zuvor war der mögliche Veräußerungswert noch mit lediglich 500.000 Reichsmark veranschlagt worden) konnte Hugo Junkers seine Verhandlungsposition bei der entscheidenden Gläubigerversammlung am 8. November 1932 wesentlich verbessern und die unumschränkte unternehmerische Kontrolle über seine übrigen Unternehmensteile zunächst zurückerhalten.

### Zeit des Nationalsozialismus
Nach der Machtübernahme Adolf Hitlers musste Hugo Junkers auf massiven Druck der nationalsozialistischen Machthaber – 1923 hatte er die Beschäftigung des ehemaligen Fliegeroffiziers Hermann Göring abgelehnt – die Mehrheit an seinen Flugzeug- und Motorenwerken abgeben und durfte Dessau nicht mehr betreten. Am 3. Februar 1935, seinem 76. Geburtstag, starb Hugo Junkers in Gauting bei München.
In der Zeit des Nationalsozialismus führte Bosch die Junkers & Co. GmbH weiter. Wesentlich für die Gasgerätefabrik war nach der Übernahme, dass eine rationellere Produktion nach Bosch-Standard eingerichtet wurde. Von 1933 bis 1938 stieg der Gasgeräte-Verkauf von 63.000 auf 136.000, wobei 1937 sogar der Vorkriegsrekordabsatz von 168.000 Geräten erreicht wurde. Neben den staatlichen Förderprogrammen für den Wohnungsbau in Deutschland war diese Absatzsteigerung auch durch die weitreichenden Auslandsbeziehungen von Bosch bedingt, so dass in der Vorkriegszeit der Exportanteil deutlich stieg. Junkers-Gasgeräte wurden vor dem Zweiten Weltkrieg in fast alle Staaten Europas, in die USA, nach Südafrika und nach Australien exportiert.
Zu den Produktinnovationen, die von der Junkers & Co. GmbH in den Vorkriegsjahren auf den Markt gebracht wurden, gehörten verbesserte zündsichere Gasschalter (die Fertigung hatte Bosch 1934 in Dessau zusammengefasst), ein Kohlebadeofen mit Stahlmantel, ein neuer Gas-Zentralheizungskessel sowie ein Wärmewähler für Warmwasserbereiter, um eine weitgehend konstante Auslauftemperatur unabhängig vom jeweiligen Gas- und Wasserdruck zu gewährleisten.
Ausländische Geschäftspartner von Bosch gaben 1933 einen Kredit über 120.000 Pfund und in den darauffolgenden Jahren wurde in Neasden bei London auf einem Gelände, das früher für den Bau eines britischen Bosch-Werkes erworben worden war, eine Gasgerätefabrik errichtet. Diese stand unter der Leitung von Führungskräften von Bosch und Junkers. Auch nach dem Verkauf der Anteile an der Ascot Gas Water Heaters Ltd. im Jahre 1936 blieben die engen geschäftlichen Verbindungen zwischen Junkers und Ascot zunächst bestehen.
Durch den Kauf des Dessauer Betriebes der Berliner Askania-Werke AG im Jahre 1937 – im Gasviertel am Wörlitzer Bahnhof gelegen – erweiterte die Junkers & Co. GmbH ihr Gasgeräteprogramm um Kocher, Herde, Backöfen, Bügeleisen und Dampfkessel. Die Herstellung der Askania-Erzeugnisse wurde ein Jahr später aufgegeben und durch gemeinsame Produktlinien ersetzt. Die Marke Junkers nahm vor dem Zweiten Weltkrieg in Deutschland eine führende Marktstellung bei Gas-Heiz- und Gas-Kochgeräten ein.
Im Zweiten Weltkrieg musste die Junkers & Co. GmbH im Rahmen der deutschen Kriegswirtschaft hauptsächlich Rüstungsmaterial herstellen. Die Produktion von Gasgeräten sank bis 1943 auf lediglich noch 18.500 Stück. Die Zahl der Belegschaftsangehörigen war zwischen 1932 und 1942 von 500 auf 3.200 Personen gestiegen. Im Laufe des Krieges wurden zunehmend ausländische Zivilarbeiter und Zwangsarbeiter beschäftigt. Einer Personalliste zufolge, die in der Zeit nach dem Zweiten Weltkrieg angefertigt wurde, waren bis 1945 insgesamt 909 „ausländische Arbeiter“ eingesetzt.
Auf Veranlassung des Reichsministeriums für Rüstung und Kriegsproduktion wurden 1944 große Teile der Fertigung der Junkers & Co. GmbH in den Raum Asch-Roßbach des damaligen Reichsgaus Sudetenland verlegt. In den dortigen Verlagerungsbetrieben waren ca. 2.000 Belegschaftsangehörige beschäftigt. Bei dem britischen Luftangriff auf Dessau vom 7. März 1945 wurde das seit 1918 bestehende Gasgerätewerk in der Junkersstraße zu 90 Prozent zerstört.

### Nachkriegsentwicklung
Seit den 1950er Jahren werden Gas-Zentralheizungsgeräte und Regel- und Sicherheitseinrichtungen für Gasgeräte gefertigt. Unter anderem führte der Hersteller die piezo-elektrische Zündung von Gasgeräten ein, außerdem war Bosch die erste Firma, die Kesselthermen mit Stetigregelung und automatischer Zündung herstellte.
1992 erwarb Bosch/Junkers die Mehrheit an der Worcester Group plc, dem englischen Marktführer bei Heizthermen sowie Radson Belgien/Niederlande. Seit 1993 kooperieren sie mit De Dietrich/Frankreich. Es wurden außerdem Mehrheiten an e.l.m. leblanc, dem französischen Marktführer bei Heizthermen, sowie Geminox, einem Pionier der Brennwerttechnik, erworben.
Bosch übernahm 2003 den Buderus-Konzern, führte die Buderus Heiztechnik mit den eigenen, kleineren Aktivitäten unter dem Namen Bosch-Buderus Thermotechnik, kurz BBT, zusammen und wurde damit in Europa zum Marktführer. Seit 2008 heißt die Firma Bosch Thermotechnik GmbH und produzierte bis 2019 unter dem Namen Junkers Markengeräte, die sie auch vertrieb. Im Jahr 2019 wurde die Marke Junkers durch Bosch Thermotechnik aufgegeben. Künftige als auch bestehende Produkte werden seitdem unter der Marke Bosch vertrieben.